# Lonchocarpus phaseolifolius
Lonchocarpus phaseolifolius é uma espécie vegetal da família Fabaceae.
Pode ser encontrada nos seguintes países: Costa Rica, El Salvador, Guatemala, Honduras e Nicarágua.